# Hydrelia exhumata
Hydrelia exhumata är en fjärilsart som beskrevs av Richard F. Pearsall 1906. Hydrelia exhumata ingår i släktet Hydrelia och familjen mätare. Inga underarter finns listade i Catalogue of Life.